# 庫利區

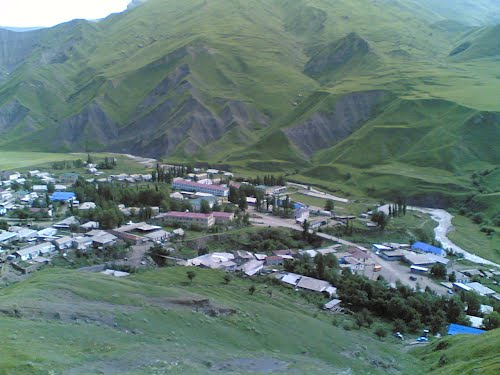

42°04′N 47°13′E / 42.067°N 47.217°E
庫利區（俄语：Кулинский район），是俄羅斯的一個區，位於該國西南部，由達吉斯坦共和國負責管轄，面積649平方公里，2010年人口11,174，人口密度每平方公里17.22人。此地与拉卡區是拉克人的传统聚居区。